# 長崎代官
長崎代官（ながさきだいかん）は、長崎を治めた代官。長崎代官と称される役職には、
1. 後に長崎奉行と称せられる役職
2. 長崎地下の頭人的な役割を持ち、後に外町支配となる役職
3. 近世中期に長崎周辺の幕府領を統治するために設けられた役職

があった。ここでは主に、2番目と3番目の長崎代官について扱う。

## 歴代代官
豊臣政権時代の長崎の代官には、豊臣秀吉により任命された代官と、地租を免除された町以外を支配した長崎地下人の代官とがいた。
江戸時代になってから、長崎代官は引き続き御免地以外の地を支配し、御免地を長崎奉行が支配した。豊臣政権期の鍋島直茂や寺沢広高だけでなく、江戸時代初期の長崎奉行小笠原一庵や長谷川藤広も長崎代官と呼ばれることがあったが、寛永年代に入ってからは「長崎奉行」と呼称されることが多くなり、島原の乱後に就任した馬場利重のころから長崎奉行という呼び方に統一され、寛永18年（1641年）以降は奉行が長崎代官と呼ばれることはなくなった。その反対に秀吉が派遣した代官が長崎奉行と呼ばれることもあった。

### 豊臣政権時代

#### 長崎奉行と代官
豊臣秀吉は、天正16年（1588年）4月2日に鍋島直茂を長崎の代官に任命した。同年6月には寺沢広高と藤堂高虎が奉行に任命され、長崎へ派遣された。代官の鍋島が長崎の地を常時監視する役目を負い、寺沢と藤堂は海外貿易での秀吉のための買物係と貿易の監視のために派遣され、取り引きが終わった後は大坂へ帰還した。
文禄元年（1592年）には、朝鮮へ出兵した鍋島に代わり寺沢広高を代官に任命した。ただし、寺沢は多忙のため、家老など配下の者を派遣し、長崎の統治を代行させていた。
江戸時代初期の長崎奉行の役務は貿易品の購入が主であり、交易が終われば江戸に戻っていた。この時期も長崎に派遣された奉行は海外の品の購入が主な職務で、長崎の統治は長崎代官が担っていた。ただし、長崎の地誌類の多くは、初代長崎奉行は文禄元年に代官に就任した寺沢としている。

#### 御免地以外を支配した代官
長崎で朱印船貿易により財をなした出自不明の商人・村山等安が、文禄元年（1592年）に秀吉に謁見し、長崎の地子銀25貫を納入させる代わりに、御免地（地子御免除の特別地域）以外の直轄地の支配を任された。

### 江戸時代

#### 代官の変遷
秀吉の死後、長崎は関ヶ原の戦いを経て最高権力者となった徳川家康の直轄領となった。
慶長9年（1604年）に、等安は家康に謁見し、改めて長崎の代官を勤めることを許された。その後も等安は貿易により財を蓄えたが、末次平蔵の訴えにより、キリシタンの擁護と大坂の豊臣方に内通した嫌疑で元和5年（1619年）江戸で斬首。彼の一族も長崎において処刑された。
村山に代わって末次平蔵政直が長崎代官となり、以後4代に渡って代官職を務めるが、延宝4年（1676年）に密貿易が発覚し、4代茂朝とその一族や関係者は処罰された。末次家の処罰後、代官職は長崎の町年寄が代行した。
元文4年（1739年）、長崎町年寄の高木作右衛門忠与（忠與）が、長崎の近郊の幕府領3000石の代官に任命され、以後は高木家の世襲となった。

## 代官の職務

### 豊臣政権期
天正16年（1588年）に長崎の代官となった鍋島直茂の職務は、物成などの収納・秀吉の御用物の購入・長崎およびその近隣地域の警備と海外貿易の取り締まりであった。
一方、村山等安は長崎の外町の統治を任されていた。秀吉に納める地子25貫以外は己の収入とし、貿易で得た利益を加えて莫大な資産を貯えた。

### 江戸期
徳川家康に代官職を務めることを追認された村山等安は、引き続き長崎の外町の統治を任された。その後に代官となった末次平蔵は、当時長崎に常駐ではなかった長崎奉行の補佐役として、長崎の町政に関与した。
町年寄の高木作右衛門家が代官を勤めるようになった後、明和元年（1764年）に米方・寺社方事務が長崎代官に属し、文化2年（1805年）には抜荷取締も兼ねた。江戸時代後期には米100俵と受用銀45貫を受けた。
代官は、支配地の徴税を執行し、海外貿易の輸入貨物の検査、南北瀬崎の米蔵・御用物蔵・武具蔵・御船蔵のほか、長崎の寺社を管理した。それ以外にも牢屋と人足寄場の管理、人口移動や旅人の取り締まり、米不足の解消、産業の奨励など、業務は多岐にわたった。
長崎代官は勘定奉行直属だが、長崎奉行の指示を受けて動くこともあった。幕末には天草代官も兼務した。
江戸詰めの奉行が長崎在勤奉行と交替するために長崎に来る際には、高木作右衛門は邸外に出てその到着を待つ。高木邸のある勝山町で作右衛門が出迎えるのを見て、奉行は駕籠を出て挨拶を交わす。奉行が駕籠を出て挨拶するのは代官の高木作右衛門のみで、他の地役人や西国諸藩から派遣される長崎聞役達にはそのようなことはなかった。

## 代官所
村山等安、末次平蔵らの屋敷地だった屋敷（2065坪）が勝山町にあり、それを引継ぐ形で以後の代官・高木家が代官所として使用した。
代官所には手付や元締手代・手代が置かれ、他にも御船頭2人、御武具御用物蔵預5人、御米蔵預12人がいた。また、水主、御用物方、郷村庄屋、能役者、能太夫などが代官に付属した。天保2年（1831年）ごろは、手付4人、元締手代1人、平手代10人、書役1人が置かれた。そのうちの手付1人、平手代1人、書役1人は、天草の富岡陣屋詰であった。長崎警備御用役の黒田藩士、鍋島藩士の詰める間もあった。

## 代官支配地
長崎には、地租を免除された内町と、それ以外の外町があった。内町は、天正16年（1588年）秀吉によってイエズス会より収公され、直轄領となった10町で、後に増加して23町となった。外町は、慶長2年（1597年）に造成された材木町に始まり、寛永19年（1642年）までに市街化した地域で、後に43町となった。寛文12年（1672年）には人口の多い幾つかの町が分割され、内町26町・外町54町の計80町となった。
長崎代官は当初、内町とそれに付随する茂木や浦上などを支配し、徴税や行政を執り行った。しかし、内町が長崎奉行の支配となると、外町年行司（後に外町常行司と改称）2人の補佐のもと、大村藩から上知した外町や長崎村、浦上村などを支配した。
慶安元年（1648年）、末次平蔵3代目の茂房の時には野母村・高浜村・川原村の3村が、寛文9年（1669年）には茂木村、樺島村、日見村、古賀村の4村が長崎代官支配となった。
元禄12年（1699年）に内町と外町の区別が廃止され、長崎80町は長崎奉行の支配となった。それに伴い長崎代官は、長崎村以下の郷3ヵ村（長崎村、浦上山里村、浦上淵村。計約4400石）と、長崎周辺の7ヵ村（茂木村、野母村、高浜村、川原村、樺島村、日見村、古賀村。計3000石）を支配することとなった。
肥前国高来郡・彼杵郡の天領7ヵ村が管轄地になったのは明和5年（1768年）のことで、寛政11年（1799年）に松浦郡内に1万石、文化7年（1810年）には更に1万石、同9年（1812年）には肥後国天草郡に2万3千石、同13年（1816年）には日向に7千石の所管地を与えられた。幕末の13代作右衛門忠知は、計16万石を管轄することになった。